# 서이연 (배우)
서이연(1995년 9월 19일 ~ )은 대한민국의 배우이다. 

## 출연 작품

### 드라마
- 2021년 TV조선 주말 미니시리즈 《결혼작사 이혼작곡 2》
- 2022년 tvN 단막극 《O'PENing - 첫 눈 길》

### 영화
- 2021년 영화 《트웬티 해커》 ... 단역 - 고등학생 12 역